# Chika Kuroda
Chika Kuroda (黒田 チカ?, Kuroda Chika; Saga, 24 marzo 1884 – Fukuoka, 8 novembre 1968) è stata una chimica giapponese la cui ricerca si concentrava sui pigmenti naturali. È stata la prima donna in Giappone a conseguire una laurea in Scienze.

## Biografia
Kuroda nacque nel 1884 nella prefettura di Saga. Frequentò il dipartimento femminile della Scuola Normale di Saga, diplomandosi nel 1901, dopodiché lavorò come insegnante per un anno. Entrò nella divisione scientifica della Scuola Normale Superiore Femminile di Rika nel 1902 e si diplomò nel 1906. Insegnò quindi alla Scuola Normale di Fukui per un anno prima di iscriversi al corso di laurea alla Scuola Normale Superiore Femminile di Kenkyuka nel 1907. Terminò il corso nel 1909 e divenne professoressa assistente alla Scuola Normale Superiore Femminile di Tokyo. Nel 1913, quando l'Università del Tōhoku divenne la prima 
Università imperiale del Giappone ad accettare le studentesse, fu ammessa al Dipartimento di Chimica nella prima coorte di donne. Fu seguita dal professor Riko Majima, che suscitò l'interesse di Kuroda per la chimica organica, in particolare i pigmenti naturali; supervisionò le sue ricerche sul pigmento viola del Lithospermum erythrorhizon. Completò il suo corso di laurea in Scienze nel 1916, diventando la prima donna in Giappone a farlo.
Kuroda fu nominata assistente professoressa all'Università Imperiale di Tohoku dopo essersi laureata nel 1916 e divenne professoressa alla Scuola superiore femminile di Tokyo nel 1918. Lo stesso anno, divenne la prima donna a relazionare alla Società di Chimica del Giappone, quando presentò le sue ricerche sul pigmento di L. erythrorhizon. Andò all'Università di Oxford nel 1921, dove studiò i derivati dell'acido ftalonico sotto l'egida di William Henry Perkin. Ritornò in Giappone nel 1923 e riprese il suo ruolo di professoressa alla Scuola Superiore Femminile di Tokyo. Nel 1924 fu incaricata dall'istituto RIKEN di ricercare la struttura della cartamina, il pigmento delle piante di cartamo. La sua tesi sull'argomento, "La costituzione della cartamina", le valse un Dottorato in Scienze nel 1929. È stata la seconda donna in Giappone a conseguire questo grado di istruzione, dopo Kono Yasui.
Durante gli anni '30 e '40, la ricerca di Kuroda esaminò i pigmenti del girasole asiatico, della buccia di melanzana, della soia nera, delle foglie di shiso rosso e delle spine di riccio di mare, nonché i derivati del naftochinone. Nel 1936 ricevette il premio Majima dalla Società di Chimica del Giappone. Fu nominata professoressa all'Università di Ochanomizu nel 1949 e contestualmente iniziò a fare ricerche sulla pigmentazione della buccia di cipolla. La sua estrazione di cristalli di quercetina dalla buccia di cipolla portò alla creazione del Kerutin C, un farmaco antiipertensivo. Andò in pensione nel 1952, ma continuò a tenere lezioni all'Università di Ochanomizu come professoressa emerita. Nel 1959 le fu assegnata una Medaglia d'onore e le fu conferito l'Ordine della Preziosa Corona di Terza Classe nel 1965. Una malattia cardiaca la colse nel 1967 e morì l'8 novembre 1968 a Fukuoka, all'età di 84 anni.